# Bhagat Sain
Bhagat Sain est un bhagat, un homme versé dans la religion dont un des écrits se retrouve en hymne dans le Livre Saint du sikhisme: le Guru Granth Sahib.
Il était un dévot au plus haut point au bhakti, à la prière selon Guru Arjan qui en parle page 487 des Écritures. Un autre bhagat, Ravidas, le décrit comme un homme très pieux, page 1106 du Guru Granth Sahib.
Il a été un disciple de Ramanand (1300-1411). Ce bhagat a vécu vraisemblablement à la fin du XIVe siècle et au début du XVe. Il était coiffeur, barbier à la cour de Raja Ram, roi de Rewâ dans le centre de l'Inde; cependant une autre histoire parle de Sain différemment en Inde du Sud. 
Bhagat Sain a écrit que prier et méditer sur le nom du Seigneur permettait de traverser l'océan des peurs et d'apporter la libération (mukti). 